# Full Members Cup
Full Members Cup je bilo nogometno natjecanje u Engleskoj između 1985. i 1992. godine. 

Natjecanje je stvoreno 1985. godine nakon što su engleski klubovi izbačeni iz UEFA-inih natjecanja zbog tragedije na Heyselu. U natjecanju su sudjelovali klubovi iz dva najviša razreda engleskog nogometa First Division i Second Division, kojima je to uz FA kup i Liga kup postao treće kup-natjecanje. 

## Nazivi kupa
| 1985. – 1987. |  | Full Members Cup        |
| 1987. – 1989. |  | Simod Cup               |
| 1989. – 1992. |  | Zenith Data Systems Cup |

## Završnice
| sezona    | mjesto završnice | pobjednik               | rezultat | poraženi                   |
| --------- | ---------------- | ----------------------- | -------- | -------------------------- |
| 1985./86. | London, Wembley  | Chelsea (London)        | 5:4      | Manchester City            |
| 1986./87. | London, Wembley  | Blackburn Rovers        | 1:0      | Charlton Athletic (London) |
| 1987./88. | London, Wembley  | Reading                 | 4:1      | Luton Town                 |
| 1988./89. | London, Wembley  | Nottingham Forest       | 4:3      | Everton (Liverpool)        |
| 1989./90. | London, Wembley  | Chelsea (London)        | 1:0      | Middlesbrough              |
| 1990./91. | London, Wembley  | Crystal Palace (London) | 4:1      | Everton (Liverpool)        |
| 1991./92. | London, Wembley  | Nottingham Forest       | 3:2      | Southampton                |

## Poveznice
- Football League Super Cup

## Vanjske poveznice i izvori
- (engl.) fchd.info, Football League Full Members' Cup - povijest Full Members Cupa
- (engl.) When Saturday Comes, Full time score, pristupljeno 19. svibnja 2016.